# 九龍巴士N85線
九龍巴士N85線是香港的一條已停駛的節日特別巴士路線，由錦英苑來往黃大仙，以循環線運作，走線與85M線相同。
雖然此路線於2012年農曆新年後已沒有提供服務，但仍在運輸署的路綫表令中被列出（新界特別路線）。

## 歷史
- 2000年2月5日：投入服務，只於聖誕節及農曆新年期間行走
- 2004年：改為袛於農曆新年期間行走
- 2012年1月23日（年初一）：當日為最後一次提供服務，其後的農曆新年由85M延長服務時間取代。[1]

## 服務時間
- 0006-0515：7-15分鐘一班

## 收費
- 全程收費：$15.3

## 途經街道
- 錦英路，西沙路，恆康街，馬鞍山路，西沙路，恆德街，亞公角街，石門交匯處，大老山公路，大老山隧道，斧山道，迴旋處，斧山道，彩虹道，沙田坳道，東頭村道，黃大仙巴士總站，東頭村道，沙田坳道，彩虹道，蒲崗村道，鳳德道，龍蟠街，鑽石山鐵路站巴士總站，龍蟠街，大磡道，大老山隧道，大老山公路，石門交匯處，亞公角街，恆信街，馬鞍山路，恆康街，西沙路及錦英路。

### 車站一覽
| 錦英苑方向 | 錦英苑方向       | 錦英苑方向             |
| ---------- | ---------------- | ---------------------- |
| 車站       | 車站名稱         | 位置                   |
| 1          | 錦英苑巴士總站   | 錦英苑公共運輸交匯處   |
| 2          | 錦龍苑           | 錦英路                 |
| 3          | 富寶花園         | 西沙路                 |
| 4          | 馬鞍山市中心     | 西沙路                 |
| 5          | 曾璧山中學       | 恆康街                 |
| 6          | 耀安邨耀謙樓     | 恆康街                 |
| 7          | 富安花園         | 恆德街                 |
| 8          | 亞公角           | 亞公角街               |
| 9          | 沙田醫院         | 亞公角街               |
| 10         | 大老山隧道       | 大老山公路             |
| 大老山隧道 |                  |                        |
| 11         | 四美街           | 彩虹道                 |
| 12         | 黃大仙下邨龍逸樓 | 沙田坳道               |
| 13         | 黃大仙巴士總站   | 黃大仙巴士總站         |
| 14         | 黃大仙警署       | 彩虹道                 |
| 15         | 鳳德商場         | 鳳德道                 |
| 16         | 鑽石山站         | 鑽石山站公共運輸交匯處 |
| 大老山隧道 |                  |                        |
| 17         | 大老山隧道       | 大老山公路             |
| 18         | 沙田醫院         | 亞公角街               |
| 19         | 亞公角           | 亞公角街               |
| 20         | 富安花園         | 恆信街                 |
| 21         | 恆安邨           | 恆康街                 |
| 22         | 曾璧山中學       | 恆康街                 |
| 23         | 海栢花園         | 西沙路                 |
| 24         | 雅典居           | 西沙路                 |
| 25         | 錦龍苑           | 錦英路                 |
| 26         | 錦英苑巴士總站   | 錦英苑公共運輸交匯處   |